# Шатле (Мен і Луара)
Шатле́ (фр. Châtelais) — колишній муніципалітет у Франції, у регіоні Пеї-де-ла-Луар, департамент Мен і Луара. Населення — 640 осіб (2011).
Муніципалітет був розташований на відстані близько 280 км на південний захід від Парижа, 80 км на північний схід від Нанта, 45 км на північний захід від Анже.

## Історія
15 грудня 2016 року Шатле, Авіре, Ле-Бур-д'Іре, Ла-Шапель-сюр-Удон, Ла-Ферр'єр-де-Фле, Л'Отельрі-де-Фле, Лувен, Маран, Монгійон, Нуаян-ла-Гравуаєр, Ніуазо, Сент-Жемм-д'Андіньє, Сен-Мартен-дю-Буа, Сен-Совер-де-Фле i Сегре було об'єднано в новий муніципалітет Сегре-ан-Анжу-Бле.

## Демографія
Динаміка населення (INSEE ):
Розподіл населення за віком та статтю (2006):
| Стать | Всього | До 15 років | 15-24 | 25-44 | 45-64 | 65-85 | Понад 85 |
| --- | ------ | ----------- | ----- | ----- | ----- | ----- | -------- |
| Чоловіки | 340    | 86          | 31    | 113   | 63    | 43    | 4        |
| Жінки | 292    | 67          | 24    | 86    | 67    | 48    | 0        |
| \| Статево-вікова піраміда \| Статево-вікова піраміда \| Статево-вікова піраміда \| \| ----------------------- \| ----------------------- \| ----------------------- \| \| Чоловіки \| Вік \| Жінки \| \| 4 \| 85 + \| 0 \| \| 0 \| 80-84 \| 8 \| \| 23 \| 75-79 \| 16 \| \| 20 \| 70-74 \| 4 \| \| 0 \| 65-69 \| 20 \| \| 20 \| 60-64 \| 12 \| \| 0 \| 55-59 \| 12 \| \| 23 \| 50-54 \| 8 \| \| 20 \| 45-49 \| 35 \| \| 47 \| 40-44 \| 31 \| \| 16 \| 35-39 \| 20 \| \| 23 \| 30-34 \| 8 \| \| 27 \| 25-29 \| 27 \| \| 8 \| 20-24 \| 16 \| \| 23 \| 15-20 \| 8 \| \| 20 \| 10-14 \| 16 \| \| 27 \| 5-9 \| 35 \| \| 39 \| 0-4 \| 16 \| |        |             |       |       |       |       |          |
| Статево-вікова піраміда |        |             |       |       |       |       |          |
| Чоловіки | Вік    | Жінки       |       |       |       |       |          |
| 4 | 85 +   | 0           |       |       |       |       |          |
| 0 | 80-84  | 8           |       |       |       |       |          |
| 23 | 75-79  | 16          |       |       |       |       |          |
| 20 | 70-74  | 4           |       |       |       |       |          |
| 0 | 65-69  | 20          |       |       |       |       |          |
| 20 | 60-64  | 12          |       |       |       |       |          |
| 0 | 55-59  | 12          |       |       |       |       |          |
| 23 | 50-54  | 8           |       |       |       |       |          |
| 20 | 45-49  | 35          |       |       |       |       |          |
| 47 | 40-44  | 31          |       |       |       |       |          |
| 16 | 35-39  | 20          |       |       |       |       |          |
| 23 | 30-34  | 8           |       |       |       |       |          |
| 27 | 25-29  | 27          |       |       |       |       |          |
| 8 | 20-24  | 16          |       |       |       |       |          |
| 23 | 15-20  | 8           |       |       |       |       |          |
| 20 | 10-14  | 16          |       |       |       |       |          |
| 27 | 5-9    | 35          |       |       |       |       |          |
| 39 | 0-4    | 16          |       |       |       |       |          |

## Економіка
2010 року серед 382 осіб працездатного віку (15—64 років) 293 були активними, 89 — неактивними (показник активності 76,7%, у 1999 році було 71,1%). З 293 активних мешканців працювали 273 особи (158 чоловіків та 115 жінок), безробітними було 20 (7 чоловіків та 13 жінок). Серед 89 неактивних 25 осіб було учнями чи студентами, 35 — пенсіонерами, 29 були неактивними з інших причин.

У 2010 році в муніципалітеті числилось 244 оподатковані домогосподарства, у яких проживали 668,0 особи, медіана доходів виносила 16 515 євро на одного особоспоживача